# Ilginia
Ilginia (biał. Вільчынія, Ільгінія, Ільшнія, Wilczynija, Inhinija, Ilsznija) – jezioro na Białorusi, w  obwodzie mińskim, w rejonie miadziolskim. Położone jest w dorzeczu Straczy, 12 km od granicy białorusko-litewskiej. Wchodzi w skład Bołduckiej Grupy Jezior. Znajduje się na terenie Parku Krajobrazowego „Błękitne Jeziora”. Długość linii brzegowej wynosi ok. 1,5 km.
Jezioro leży na zabagnionej nizinie. W latach 1922–1939 (1945) znajdowało się na terytorium II Rzeczypospolitej.